# Ștefan Stoika

## Originea. Studiile
Este cel de-al treilea fiu al colonelului Ștefan Cristofor Stoika, originar din Lipova, șef al statului major român și deputat în Adunările Ad-hoc. A urmat cursurile Institutului de băieți Schewitz din capitală, iar din 1866 Școala Militară, pe care a absolvit-o în 1868 cu gradul de sublocotenent.
Urmând tradiția militară din familia sa, a urmat și el o carieră militară și s-a evidențiat de timpuriu, fiind trimis în 1871 la Berlin, ca atașat pe lângă regimentul de artilerie al gărzii imperiale. Aflat în capitala germană, urmează cursurile Școlii de tragere din Berlin și un stagiu la fonderia din Spandau. Terminate studiile militare în Germania, în 1874 este înaintat la gradul de locotenent. Din această calitate avea să participe la Războiul de Independență din 1877. Detașat la Calafat, a făcut parte mai întâi din bateria Independența I, apoi a comandat bateria Carol cu care a susținut trecerea Dunării de către armata ruso-română. Pentru meritele sale deosebite a primit distincția „Steaua României”, clasa a V-a, în rang de ofițer, iar anul următor terminării războiului a fost avansat la grad de căpitan.

## Activitatea națională
După obținerea independenței României, activitatea lui Ștefan Stoika s-a concentrat mai ales pe obținerea unității naționale prin unirea teritoriilor de peste munți cu patria-mamă. A acordat sprijin material mai multor instituții, ziare sau studenți români din Austro-Ungaria. A trimis multe ajutoare sub formă de bani, cărți, rechizite școlare, burse de studii, în Transilvania, Bucovina și Banat. S-a implicat și pentru cauza românilor din Bucovina, fiind numit membru de onoare al Societății Academice Române „Dacia” din Cernăuți. Nu a pierdut contactul nici cu Banatul originilor sale, sprijinind deopotrivă cultura românilor bănățeni. A păstrat contact permanent cu fruntași ai românilor din Austro-Ungaria. A fost printre primii care a avut ideea înființării unor unități militare constituite din voluntari ardeleni, care să lupte cu arma în mână pentru eliberarea Ardealului.

## Cariera militară
A parcurs toate treptele ierarhiei militare,până la gradul de general: maior în 1885, locotenent colonel în 1892, șef de stat major în 1894, comandant al regimentului 11 artilerie din Focșani, din 1895. Va fi pensionat în 1906 și trecut în rezervă cu grad de general de brigadă, după 38 de ani de serviciu devotat față de Armata română. În tot acest timp s-a dedicat întăririi armatei și creșterii eficienței acesteia. A tradus și publicat manualul de strategie militară „Principiile esențiale pentru conducerea războiului” al generalului prusian Clausewitz. Împreună cu fratele său, generalul Nicolae Șt. Stoika, a fondat Revista Artileriei prin care urmărea să răspândească cunoștințele din domeniul științelor militare. Publică numeroase articole de strategie și teorie militară.
În Primul Război Mondial a cerut să i se acorde un comandament sau să-i fie încredințată misiunea de a forma un corp de voluntari cu care să ducă lupte de gherilă în Transilvania și Bucovina, dar cererile nu i-au fost satisfăcute, misiunile fiind încredințate unor cadre mai tinere. A fost apoi deținut ostatic în timpul ocupației germane a Bucureștiului, pentru poziția sa publică ostilă Puterilor Centrale.

## Susținător al înființării unei noi capitale
După terminarea războiului și desăvârșirea Unirii, a propus constituirea unei noi capitale administrativ-militare în Transilvania, fie la Alba Iulia, fie la Făgăraș. În concepția sa, această nouă capitală trebuia să îndeplinească următoarele condiții: să aibă un spațiu suficient pentru dezvoltare, să fie amplasată cât mai central în cadrul regatului, să fie pe un teren igienic, în apropierea unui curs de apă și într-o regiune populată în majoritate de români. Stoika vedea noua capitală ca pe un centru exclusiv administrativ, Bucureștiul rămânând să fie centrul industrial cel mai puternic. În ce privește organizarea țării, el propunea organizarea în 15 unități teritoriale administrative. Armata urma să fie împărțită în tot atâtea divizii descentralizate, iar pe timp de pace să fie folosită la construcția de obiective civile.
S-a stins din viață în anul 1928, la București.